# Окунева, Ольга Владимировна
Ольга Владимировна Окунева (род. 10 декабря 1958 г. в Смоленске) — российский чиновник регионального уровня, государственный и политический деятель. Депутат Государственной Думы VII созыва. Член фракции «Единая Россия», первый заместитель комитета Госдумы по вопросам семьи, женщин и детей.

## Биография

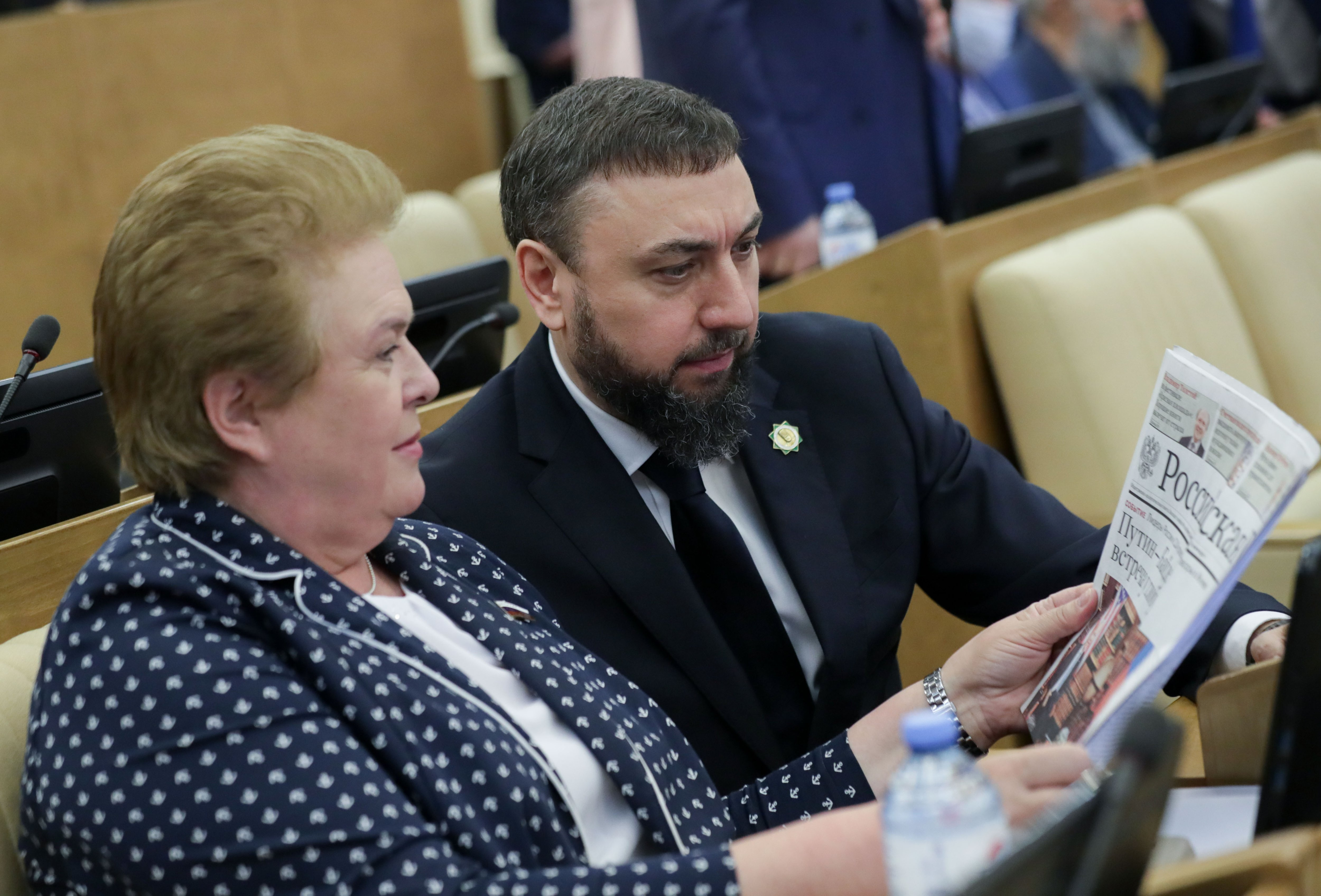
Ольга Окунева и Шамсаил Саралиев на заседании Государственной Думы, 2021 год

В 1980 году получила высшее образование получив квалификации зооинженера окончив Смоленский филиал Московской сельскохозяйственной академии им. К. А. Тимирязева. С 1980 года по 1981 год работала в совхозе «Мишинский» Гагаринского района Смоленской области в должности зоотехник-селекционер совхоза, начальник комплекса. С 1981 года по 1984 год работала в должности освобождённого секретаря партийной организации совхоза «Мишинский» Гагаринского городского комитета КПСС. С 1984 года по 1993 год работала секретарём районного комитета Гагаринского районного комитета профсоюза работников сельского хозяйства. С 1993 года по 1994 год работала директором департамента Администрации Гагаринского района Смоленской области. С 1994 года по 1998 год работала директором Гагаринского филиала Смоленского регионального отделения Фонда социального страхования.
В 1998 году избрана депутатом Смоленской областной Думы II созыва по одномандатному избирательному округу № 14. С 2002 года по 2007 год работала в Смоленской областной Думе в должности заместителя руководителя аппарата. С 2007 года по 2010 год работала в администрации Смоленской области в должности заместителя губернатора. С 2010 года по 2012 год работала в администрации губернатора Смоленской области в должности заместителя, руководителя Аппарата областной администрации. С 2012 года по 2013 год работала в аппарате полномочного представителя президента РФ в Центральном федеральном округе в должности главного федерального инспектора по Смоленской области. С 2013 года по 2016 года вновь работала в администрации Смоленской области, в должности заместителя губернатора Алексея Островского (ЛДПР).
В сентябре 2016 года баллотировалась от партии «Единая Россия» в депутаты Госдумы, по итогам выборов избрана депутатом Государственной Думы VII созыва одномандатного избирательного округа № 176.

## Законотворческая деятельность
С 2016 по 2019 год, в течение исполнения полномочий депутата Государственной Думы VII созыва, выступила соавтором 42 законодательных инициатив и поправок к проектам федеральных законов.